# Speed Metal Satan
Speed Metal Satan è il primo EP della band Thrash metal-speed metal svedese Cranium.

## Il disco
Dopo aver cambiato il nome della band da Legion a Cranium, i fratelli von Segebaden sfornano l'EP Speed Metal Satan, veloce quanto i primi album dei Destruction (Bestial Butcher è un chiaro esempio di quanto i Cranium si siano ispirati ad essi) e devastante quanto quelli dei primi Slayer. Porterà la band a fare altri due album con le stesse caratteristiche.

## Tracce
1. Lucifer's Breath (The Storm To Come) 01:06
2. Storm Of Steel And Hate 03:58
3. Riders Of Damnation 04:51
4. Bestial Butcher 04:58
5. Raped By Demons 04:59

## Formazione
- Fredrik Söderberg - voce e chitarra
- Gustaf von Segebaden - chitarra
- Philip von Segebaden - basso
- Jocke Pettersson - batteria